# Neoantistea pueblensis
Neoantistea pueblensis är en spindelart som beskrevs av Brent D. Opell och Joseph A. Beatty 1976. Neoantistea pueblensis ingår i släktet Neoantistea och familjen panflöjtsspindlar. Inga underarter finns listade i Catalogue of Life.